# Eolagurus
Az Eolagurus az emlősök (Mammalia) osztályának rágcsálók (Rodentia) rendjébe, ezen belül a hörcsögfélék (Cricetidae) családjába tartozó nem.

## Rendszerezés
A nembe az alábbi 2 faj tartozik:
- sárga lemmingpocok (Eolagurus luteus) Eversmann, 1840 – típusfaj
- Przewalski-lemmingpocok (Eolagurus przewalskii) Büchner, 1889